# 生活水準
生活水準（せいかつすいじゅん、英: Standard of living）は、ある国や社会階層など、特定の社会集団の生活内容・生活状況の程度を、総合的かつ量的に捕らえようとする指標・概念。
その国民や社会階層の平均所得によって購買されうる財貨やサービスの量によって測定される場合と、より広く生活のその他の諸側面（労働条件・雇用機会等の労働環境、社会保障や教育などの公共サービス、公害・治安などの生活環境等）を考慮して測定される場合がある。一般的には後者の測定は、文化的・歴史的諸条件により多分に心理的要素をも含んでしまうので、前者の測定に比べ困難である。
産業革命以前の世界の経済成長率は、ほぼゼロの状態で1500年以上も続いていたため、古代ローマ人と16世紀のイタリア人やイギリス人の生活水準はほとんど変わっていなかった。生活水準の研究は19世紀のヨーロッパによって始められ、とくに低所得者の生活研究に付随して発展した。